# Rennepont
Rennepont és un municipi francès situat al departament de l'Alt Marne i a la regió del Gran Est. L'any 2007 tenia 180 habitants.

## Demografia

### Població
El 2007 la població de fet de Rennepont era de 180 persones. Hi havia 64 famílies de les quals 16 eren unipersonals (8 homes vivint sols i 8 dones vivint soles), 16 parelles sense fills, 28 parelles amb fills i 4 famílies monoparentals amb fills.
La població ha evolucionat segons el següent gràfic:
Habitants censats

### Habitatges
El 2007 hi havia 83 habitatges, 68 eren l'habitatge principal de la família, 6 eren segones residències i 9 estaven desocupats. Tots els 83 habitatges eren cases. Dels 68 habitatges principals, 60 estaven ocupats pels seus propietaris i 8 estaven llogats i ocupats pels llogaters; 1 tenia dues cambres, 6 en tenien tres, 24 en tenien quatre i 37 en tenien cinc o més. 55 habitatges disposaven pel capbaix d'una plaça de pàrquing. A 28 habitatges hi havia un automòbil i a 32 n'hi havia dos o més.

### Piràmide de població
La piràmide de població per edats i sexe el 2009 era:
| Homes | Edats   | Dones |
| ----- | ------- | ----- |
| 0     | 95 o +  | 0     |
| 0     | 90 a 94 | 0     |
| 0     | 85 a 89 | 0     |
| 0     | 80 a 84 | 4     |
| 0     | 75 a 79 | 0     |
| 4     | 70 a 74 | 4     |
| 8     | 65 a 69 | 0     |
| 8     | 60 a 64 | 4     |
| 4     | 55 a 59 | 4     |
| 0     | 50 a 54 | 12    |
| 12    | 45 a 49 | 8     |
| 4     | 40 a 44 | 4     |
| 8     | 35 a 39 | 4     |
| 8     | 30 a 34 | 16    |
| 12    | 25 a 29 | 0     |
| 4     | 20 a 24 | 0     |
| 12    | 15 a 19 | 4     |
| 8     | 10 a 14 | 4     |
| 8     | 5 a 9   | 8     |
| 4     | 0 a 4   | 8     |

## Economia
El 2007 la població en edat de treballar era de 115 persones, 80 eren actives i 35 eren inactives. De les 80 persones actives 71 estaven ocupades (40 homes i 31 dones) i 9 estaven aturades (3 homes i 6 dones). De les 35 persones inactives 11 estaven jubilades, 17 estaven estudiant i 7 estaven classificades com a «altres inactius».

### Ingressos
El 2009 a Rennepont hi havia 64 unitats fiscals que integraven 165 persones, la mediana anual d'ingressos fiscals per persona era de 16.173 €.

### Activitats econòmiques
L'únic establiment que hi havia el 2007 era d'una empresa de fabricació d'altres productes industrials.

## Poblacions més properes
El següent diagrama mostra les poblacions més properes.